# Begonia algaia
Begonia algaia é uma espécie de Begonia.

## Sinônimos
- Begonia calophylla Irmsch. [ilegítimo]